# Zichy Ferenc (tárnokmester)
Gróf zicsi és vázsonykői Zichy Ferenc Szerafin (Pozsony, 1811. január 24. – Káloz, 1900. július 17.) magyar tárnokmester, főrendi főispán és nagykövet.

## Családja
Édesapja gróf Zichy Ferenc, királyi tanácsos, nagybirtokos, édesanyja, gróf Esterházy Amália volt. Nagybátyja, gróf Zichy Ödön (1809–1848) udvarhű politikus, nagybirtokos, akit hazaárulás vádjával végeztek ki 1848-ban Görgei Artúr ítéletével.
1837. november 25-én kötött házasságot Bécsben, Demblin Mária de Ville őrgrófnő, palotahölggyel.
Élete során 4 gyermeke született: Zichy József, Zichy Tivadar, Zichy Ágost és Zichy Ferenc.

## Élete
Jogot tanult, majd kancelláriai titkár lett, később pedig bihari főispánná nevezték ki. 1839-ben fiumei alkormányzónak választották, majd 1841-ben a pozsonyi váltótörvényszék elnöke lett. Ezután a Központi Magyar Vasút igazgatója volt, 1847-ben a megválasztották a Helytartótanács ideiglenes elnökévé. 1848-ban Széchenyi István közlekedésügyi minisztériumának államtitkáraként dolgozott.
1848 decemberében Windischgrätz herceg Pozsony vármegye császári biztosává nevezte ki. 1849 júniusában az országba bevonuló cári orosz intervenciós sereghez osztották be hadseregfőbiztosnak. Itteni működése miatt ráragasztották a „muszkavezető” gúnynevet. 1854-től Miksa főherceg főudvarmestere lett Velencében, majd 1861-ben Nógrád vármegye főispánja, 1874 és 1879 között pedig a Monarchia konstantinápolyi internunciusa. Ez utóbbi minőségében részt vett az 1876 végén, 1877 elején megrendezett konstantinápolyi követi konferencián.
1888-ban tárnokmester lett. Tagja volt a főrendiháznak és elnöke az Országos Magyar Kertészeti Egyesületnek.